# Laži me
Laži me je prvi album hrvatske pjevačice Alke Vuice koji sadrži 10 pjesama.

## Pjesme
1. Laži me
2. Ne traži me
3. Winnetou
4. Baš me briga
5. Misliti na život
6. Odkad te nema
7. Ne vjerujte majkama
8. Sanjam da me dozivaš
9. Vjetar
10. Ti ne znaš voditi ljubav